# Football League Awards 2012
I Football League Awards 2012 sono stati consegnati l'11 marzo 2012 a Londra, Inghilterra. Si tratta della settima edizione del premio avvenuta.

## Vincitori
Di seguito sono riportati il nome del premio originale, il nome del vincitore e la squadra di appartenenza:
- Championship Player of the Year - Rickie Lambert - Southampton[2]
- League One Player of the Year - Jordan Rhodes - Huddersfield Town
- League Two Player of the Year - Matt Ritchie - Swindon Town
- The Football League Young Player of the Year - Wilfried Zaha - Crystal Palace
- Championship Apprentice Award - Gaël Bigirimana - Coventry City
- League One Apprentice Award - Jordan Cousins - Charlton Athletic
- League Two Apprentice Award - Nick Powell - Crewe Alexandra
- Goal of the Year - Peter Whittingham - Cardiff City vs Barnsley
- Fan of the Year - Overall Winner & League Two Winner - Sue Pollard - Plymouth Argyle
- Fan of the Year - Paddy Cronesberry - Middlesbrough
- Fan of the Year - Lynn Noon - Preston North End
- PFA Player in the Community - Tamika Mkandawire - Millwall
- Community Club of the Year - Overall Winner & North-East Winner - Rotherham United
- Community Club of the Year - North-West Winner - Bury
- Community Club of the Year - South-East Winner - Milton Keynes Dons
- Community Club of the Year - Midlands Winner - Notts County
- Community Club of the Year - South-West Winner - Portsmouth
- Best Fan Marketing Campaign - Hartlepool United
- Best Matchday Programme - Championship Winner - Burnley
- Best Matchday Programme - League One Winner - Notts County
- Best Matchday Programme - League Two Winner - Swindon Town
- Family Club of the Year - Championship Winner - Portsmouth
- Family Club of the Year - League One Winner - Huddersfield Town
- Family Club of the Year - League Two Winner - Swindon Town
- Outstanding Contribution to League Football - Graham Turner
- Outstanding Managerial Performance - Gus Poyet - Brighton & Hove Albion
- Unsung Hero - Paul Bradley - Preston North End